# برايس بينيت (سياسي)
برايس بينيت هو سياسي أمريكي، ولد في 11 نوفمبر 1984 في بيلينغز في الولايات المتحدة. نشط حزبياً في الحزب الديمقراطي. وقد انتخب عضو مجلس ولاية مونتانا ‏ وانتخب عضو مجلس نواب مونتانا ‏.